# Антоніо Вільявісенсіо
Антоніо Вільявісенсіо-і-Верастеґуй (ісп. Antonio Villavicencio y Verástegui; 9 січня 1775 — 6 червня 1816) — південноамериканський політик, член урядового Тріумвірату Сполучених Провінцій Нової Гранади.

## Біографія
Народився 1775 року в Кіто. Закінчив Коледж Нуестра-Сеньйора-дель-Росаріо в Санта-Фе-де-Боготі, після чого продовжив навчання в Іспанії. Там же він вступив до лав флоту, 1805 року брав участь у Трафальгарській битві.
1808 року Наполеон змусив Карла IV й Фернандо VII зректись прав на іспанський престол, після чого зробив королем Іспанії свого брата Жозефа. Однак це призвело до народного повстання, що зрештою переросло в тривалу війну. Королівська Верховна рада Кастилії проголосила королівське зречення таким, що не має сили, й носієм вищої влади в країні було оголошено Центральну Верховну Урядову Хунту Королівства. 29 січня 1810 року Хунта саморозпустилась, передавши владу Регентській раді Іспанії та Індій. Розпуск Хунти й утворення Регентської ради були неоднозначно сприйняті в американських колоніях, і Регентська рада вирішила відрядити туди емісарів для збирання інформації та роз'яснення ситуації в метрополії: Карлос Монтуфар був відряджений до Кіто, Хосе де Кос Іріберрі — до віцекоролівства Перу, а Антоніо Вільявісенсіо — до Нової Гранади.
1 березня 1810 року три емісари залишили Кадіс на шхуні «La Carmen» і 18 березня прибули до Ла-Гуайри, звідки їм довелось відпливти до Каракаса. Вільявісенсіо опинився в Каракасі саме в той момент, щоб особисто побачити, як 19 квітня народ усунув від влади генерал-капітана Венесуели Вісенте Емпарана та створив Верховну Хунту Венесуели.
Після зупинки в Венесуелі Антоніо Вільявісенсіо вирушив до Картахени-де-Індіас, куди прибув 8 травня. Там виявилась дуже напружена політична ситуація: народ вимагав скликання загальних зборів для обговорення проблем, а губернатор Франсіско Монтес правив провінцією засобами насильства й терору і не бажав ні до кого дослухатись. Антоніо Вільявісенсіо скористався своїм становищем емісара й дозволив проведення зборів, а 10 травня було обрано урядову Хунту Картахени, яка оголосила про визнання короля Фернандо VII, одночасно не визнаючи Жозефа Бонапарта. Антоніо Вільявісенсіо заявив, що оскільки Хунта визнає королівську владу, то він не вбачає причин перешкоджати локальній автономії, й така заява стала рушійною для низки революційних подій: 3 липня було створено місцеву Хунту в Сантьяго-де-Калі, 4 липня — в Памплоні, 9 липня — в Сокорро.
Прибуття Антоніо Вільявісенсіо в столиці Нової Гранади, Санта-Фе-де-Боготі, очікувалось 20 липня. Вранці того дня Хосе Хоакін Камачо прийшов до віцекороля  Антоніо Хосе Амара-і-Борбона, щоб дізнатись про його рішення щодо клопотання про відкриті вибори міської ради, втім віцекороль відповів на його питання брутальністю. Тоді змовники з числа креолів вирішили реалізувати план революції.
Антоніо Вільявісенсіо довідався про події в Боготі, коли перебував в Онді. Прибувши до столиці, він виявив, що новообрана Верховна Народна Хунта Нової Гранади заявила про невизнання Регентської ради. Наважившись, Антоніо Вільявісенсіо склав із себе повноваження емісара Регентської ради й долучився до революції.
В незалежній Новій Гранаді Антоніо Вільявісенсіо брав участь у поході Антоніо Наріньйо проти роялістів півдня, а 1814 року став військовим радником Сполучених Провінцій Нової Гранади. Після перемог над роялістами в жовтні 1814 року в країні було створено орган виконавчої влади — Тріумвірат; 11 липня 1815 року один з його членів, Кустодіо Гарсія Ровіра, подав у відставку, після чого Конгрес Сполучених Провінцій запропонував Антоніо Вільявісенсіо зайняти вакантне місце. Той погодився й був членом Тріумвірату до його розпуску в листопаді 1815 року в зв'язку з запровадженням президентської форми правління.
Після розпуску Тріумвірату Антоніо Вільявісенсіо став губернатором Хонди. Коли іспанські війська захопили Нову Гранаду, 20 травня 1816 року Вільявісенсіо був заарештований, а 1 червня засуджений до страти. Страчений 6 червня того ж року.